# Visokite, Smolean
Visokite (în bulgară Високите) este un sat în comuna Madan, regiunea Smolean,  Bulgaria. 

## Demografie
Componența etnică a satului Visokite
     Turci (65%)
     Nicio identificare (35%)
     Altele (0%)
La recensământul din 2011, populația satului Visokite era de 20 locuitori. Din punct de vedere etnic, majoritatea locuitorilor (65,0%) erau turci. Pentru 35,0% din locuitori nu este cunoscută apartenența etnică.